# Еллинг
Е́ллинг (Jelling) — населённый пункт в Дании на полуострове Ютландия (80 км от Орхуса и 10 км от Вейле). Население составляет 3370 человек (на 1 января 2014).
В Еллинге царствовал и предположительно был захоронен первый известный по историческим документам датский король Горм Старый и его жена Тира. Два погребальных кургана и два рунических камня вместе с церковью на месте погребения занесены в список всемирного наследия ЮНЕСКО. На юге города находится озеро Форуп.